# Медиковський Микола Олександрович
Микола Олександрович Медиковський (нар. 13 травня 1955, Смига) — український учений. Доктор технічних наук (2004), професор, директор Інституту комп'ютерних наук та інформаційних технологій Національного університету «Львівська політехніка»; нагороджений почесною грамотою КМУ.

## Життєпис
У школі захопився точними науками, заочно навчався у фізико-математичній школі Київського державного університету ім. Т. Г. Шевченка.
Випускник електроенергетичного факультету Львівського політехнічного інституту (1978), де здобув фах інженера-електрика. З 1979 р. працював у Львівському державному аграрному університеті на посадах молодшого наукового співробітника, асистента, старшого викладача, доцента, завідувача кафедри, проректора з навчальної роботи.
1989 року захистив кандидатську дисертацію.
З 2002 працює на кафедрі автоматизованих систем управління Львівської політехніки.
2004 р. захистив докторську дисертацію за спеціальністю «Автоматизовані системи управління та прогресивні інформаційні технології». Автор понад 90 наукових праць, серед яких 3 монографії, член двох спеціалізованих Вчених рад із захисту дисертацій та редколегії вісника «Комп'ютерні науки та інформаційні технології». Професор Медиковський також входив до складу програмних комітетів багатьох міжнародних наукових конференцій.
За вагомий особистий внесок у розвиток освіти й науки, підготовку висококваліфікованих кадрів нагороджений Почесною грамотою Кабінету Міністрів України.